# Ngozi
Ngozi er en by i det nordlige Burundi. Det er Ngozi-provinsens hovedstad. I 2007 har Ngozi omkring 22.000 indbyggere.
Byen ligger 1820 m over havets overflade. Der er et statsligt sygehus i byen.